# Івана Бойдова
Івана Бойдова (словац. Ivana Bojdová; нар. 27 травня 1985, Нітра, Чехословаччина) — словацька футболістка, півзахисниця. Виступала за національну збірну Словаччини.

## Клубна кар'єра
Розпочала кар'єру в молодіжній команді «Нітри». У сезоні 2001/02 років переведена до основної команди і виступала за клуб з Нітри до літа 2006 року. У сезоні 2006/07 року перейшла до іншого представника чемпіоната Словаччини «Слован Душло» (Шаля), у складі якого взяла участь у жіночому Кубку УЄФА, попереднику Ліги чемпіонів. 27 липня 2010 року виїхала зі Словаччини до представника чемпіонату Польщі «Унія» (Ратибор), з яким підписала 3-річний контракт. За три місяці до закінчення терміну дії контракту в Польщі залишила клуб і підписала контракт з «Леді Тім» (Братислава). 20 серпня 2013 року, після чотирьох місяців проведених у «Леді Тім» (Братислава), зустрілася з Катаріною Іштоковою у «Поводі».

## Кар'єра в збірній
Виступала за молодіжну збірну країни. З 2010 року виступає за національну збірну Словаччини.